# Marie Matiko
Marie Matiko est une actrice américaine d'origine chinoise, née le 12 septembre 1970, dans le comté de Los Angeles et a grandi à Huntington Beach.

## Filmographie
- 1999 : Le Corrupteur de James Foley : May
- 1999 : Mystery Men de Kinka Usher : Disco Girl
- 1999 : Xena, la guerrière (épisodes 5 et 6, saison 7) : Pao Ssu / K’ao Hsin
- 2000 : L'Art de la guerre de Christian Duguay : Julia Fang
- 2000 : Washington Police (épisode 3, saison 2)
- 2002 : La Somme de toutes les peurs de Phil Alden Robinson : Capitaine Vicky Shiro
- 2002 : Counterstrike de Jerry London : Monica Chang
- 2003 : Gang of Roses de Jean-Claude Lamarre : Zang Li
- 2004 : Max Havoc : La Malédiction du Dragon de Albert Pyun et Isaac Florentine : Aya
- 2004 : Division d'élite (épisode 20, saison 4) : Jessica Marita
- 2005 : Rupture de Tobin Addington : Sandy Lee
- 2005 : The Civilization de Maxwell Bright : Mai Ling
- 2005 : Forbidden Warrior de Jimmy Nickerson : Seki
- 2006 : Sexy Movie de Aaron Seltzer : Betty Lan Orchid
- 2006 : Diggers de Katherine Dieckmann : Keiko
- 2007 : Le Noël de Denis la Malice de Ron Oliver : Mme Walsh-Mellman
- 2009 : Tea and Remembrance de Ron Yuan : Rita